# Gliese 710
Gliese 710 hoặc HIP 89825 là ngôi sao màu cam 0,6 M☉ nằm ở phần đuôi của chòm sao Cự Xà. Trong phạm vi của các tham số của các mô hình hiện tại, nó được dự đoán là đi ngang qua gần với Mặt Trời trong vòng 15 triệu năm tới. Khoảng cách tối thiểu được dự đoán là xảy ra khoảng 1,281 triệu năm tới, với Gaia DR2 gợi ý khoảng cách là 0,0676 parsec (hay 0,221 năm ánh sáng, tương đương khoảng 14.000 AU) một khoảng cách gần hơn tới 20 lần so với khoảng cách hiện tại của Proxima Centauri. Khoảng cách như vậy làm cho nó đạt được độ sáng tương tự như các hành tinh sáng nhất, có lẽ đạt tới cấp sao biểu kiến khoảng -2,7 (sáng hơn Sao Hỏa ở vị trí xung đối). Chuyển động riêng tối đa của ngôi sao này sẽ đạt cực đại khoảng một phút cung mỗi năm, một tốc độ chuyển động biểu kiến có thể thấy được trong vòng một đời người.

## Mô tả
Gliese 710 hiện tại cách Trái Đất 63,8 năm ánh sáng (19,6 parsec), trong chòm sao Cự Xà và có cấp sao biểu kiến dưới mức mắt thường có thể nhìn thấy là 9,69. Phân loại sao của nó là K7 Vk, có nghĩa là nó là một ngôi sao nhỏ trong dãy chính, chủ yếu tạo ra năng lượng thông qua phản ứng hợp hạch hydro ở lõi của nó (Hậu tố 'k' chỉ ra rằng quang phổ thể hiện các vạch hấp thụ từ vật chất liên sao). Khối lượng sao này bằng khoảng 60% khối lượng Mặt Trời và bán kính ước khoảng 67% bán kính Mặt Trời. Nó được nghi ngờ là một sao biến quang có thể thay đổi cấp sao từ 9,65 tới 9,69. Tại thời điểm năm 2020, người ta vẫn chưa phát hiện được hành tinh nào quay quanh sao này.

## Tính toán và chi tiết về tiếp cận gần nhất
Gliese 710 có tiềm năng gây nhiễu đám mây Oort ở phần ngoài của hệ Mặt Trời, tạo ra lực đủ mạnh để tạo ra mưa sao băng ở phần bên trong của hệ Mặt Trời trong hàng triệu năm, kích hoạt khả năng nhìn thấy khoảng mười sao chổi bằng mắt thường mỗi năm, và có thể gây ra một sự kiện va chạm. Theo Filip Berski và Piotr Dybczyński, sự kiện này sẽ là "cuộc chạm trán gây phá vỡ mạnh nhất trong tương lai và trong lịch sử hệ Mặt Trời". Các mô hình động lực trước đó đã chỉ ra rằng sự gia tăng ròng trong tốc độ tạo hố va chạm do sự đi qua của Gliese 710 sẽ không hơn 5%. Ban đầu họ ước tính rằng lần tiếp cận gần nhất sẽ xảy ra trong 1.360.000 năm tới khi ngôi sao này sẽ đến gần Mặt Trời trong vòng 0,337 ± 0,177 parsec (1,100  ± 0,577 năm ánh sáng). Hiện tại, Gaia DR2 tìm thấy khoảng cách điểm cận nhật tối thiểu là 0,0676 ± 0,0157 parsec hay 13.900 ± 3.200 AU vào khoảng 1,281 triệu năm tới.

Hình ảnh cảm hứng nghệ sĩ vẽ đám mây Oort và vành đai Kuiper (hình nhỏ)

Năm 2010 Bobylev đã gợi ý rằng Gliese 710 có 86% cơ hội đi qua đám mây Oort, với giả định đám mây Oort là một hình phỏng cầu xung quanh Mặt Trời với bán trục phụ và bán trục chính tương ứng là 80.000 và 100.000 AU. Khoảng cách tiếp cận gần nhất của Gliese 710 rất khó để tính toán chính xác vì điều này phụ thuộc nhạy cảm vào vị trí và vận tốc hiện tại của nó; Bobylev ước tính rằng nó sẽ vượt qua Mặt Trời trong phạm vi 0,311 ± 0,167 parsec (1,014 ± 0,545 năm ánh sáng). Thậm chí có khả năng 1/10.000 cơ hội là ngôi sao này sẽ xâm nhập vào khu vực (d < 1.000 AU) trong đó ảnh hưởng của ngôi sao bay ngang qua đối với các thiên thể trong vành đai Kuiper là rất đáng kể.
Những kết quả này đã được xác nhận thêm bằng cách sử dụng dữ liệu Gaia DR1 và DR2.
Bảng các tham số dự đoán chạm trán giữa Gliese 710 với Mặt Trời
| Nguồn  | Ngày tháng | Khoảng cách chạm trán, pc             | Thời gian chạm trán, triệu năm |
| ------ | ---------- | ------------------------------------- | ------------------------------ |
| [ 8 ]  | 1999       | 0,34 ± 0,18 pc (1,11 ± 0,59 ly)       | 1,36 ± 0,04                    |
| [ 16 ] | 3/2010     | 0,311 ± 0,167 pc (1,01 ± 0,54 ly)     | 1,45 ± 0,06                    |
| [ 18 ] | 5/2018     | 0,052 ± 0,01 pc (0,170 ± 0,033 ly)    | 1,28 ± 0,05                    |
| [ 11 ] | 5/2018     | 0,0676 ± 0,0157 pc (0,220 ± 0,051 ly) | 1,281                          |